# Nika Futterman
 (avril 2020).
Si vous disposez d'ouvrages ou d'articles de référence ou si vous connaissez des sites web de qualité traitant du thème abordé ici, merci de compléter l'article en donnant les références utiles à sa vérifiabilité et en les liant à la section « Notes et références ».
Nika Futterman, née le 25 octobre 1969 à New York, est une actrice américaine spécialisée dans le domaine du doublage.
Futterman est l'une des principales voix du paysage du doublage américain. Surtout présente dans les séries d'animation, elle est principalement connue pour son doublage d'Asajj Ventress dans l'univers Star Wars. Elle prête également sa voix au personnage de Mike dans la série Mike, Lu et Og ainsi que divers personnages de la série Mon copain de classe est un singe.
Elle est aussi appelée au doublage de quelques films. Ainsi, elle est la voix du personnage de Rosie dans les trois films de la série Les Rebelles de la forêt et est la voix d'Akiano dans le film Rango. Elle participe également à des doublages pour des jeux vidéo.

## Doublage[3]

### Films d'animation
- Le Petit Dinosaure : L'Invasion des Minisaurus : Rocky
- Le Petit Dinosaure : Le Jour du grand envol : Tricia
- Les Rebelles de la forêt : Rosie
- Star Wars: The Clone Wars : Asajj Ventress
- Les Rebelles de la forêt 2 : Rosie
- Les Rebelles de la forêt 3 : Rosie
- Rango : Akiano
- Hé Arnold ! : Mission Jungle : Olga Pataki
- Scooby-Doo et Batman : L'Alliance des héros : Catwoman
- Bienvenue Chez les Loud : Le film : Luna Loud

### Séries d'animation
- Hé Arnold ! : Olga Pataki
- Star Wars: The Clone Wars : Asajj Ventress
- Avengers : L'Équipe des super-héros : Lady Sif et Hela
- Batman : L'Alliance des Héros : Catwoman et Lashina
- Avengers Rassemblement : Gamora
- Les Gardiens de la Galaxie : Angela
- Sonic Boom : Sticks
- La Garde du Roi Lion : Zira
- Bienvenue Chez les Loud : Luna Loud
- Bienvenue chez les Casagrandes : Carlota Casagrande
- Star Wars: The Bad Batch : Asajj Ventress, Fauja et Shaeeah Lawquane
- Tales of the Underworld : Asajj Ventress

### Jeux vidéo
- God of War: Ascension : Megaera
- Sonic Boom : Le Feu et la Glace : Sticks
- Sonic Boom : L'Ascension de Lyric : Sticks
- Sonic Boom : Le Cristal brisé : Sticks
- Sonic Dash 2 : Sticks
- Ratchet and Clank: Nexus : Vendra Prog et Zurkon Jr
- Destiny : Eva Levante, Roni 55–30 et Kadi 55–30
- Disney Infinity 3.0 : Gamora
- Kid Icarus: Uprising : Pandora
- Lego Star Wars III: The Clone Wars : Asajj Ventress
- Guild Wars 2 : Aurene